# Église Saint-Martin de Seigy
L'église Saint-Martin est une église catholique située à Seigy, en France.

## Localisation
L'église est située dans le département français de Loir-et-Cher, sur la commune de Seigy.

## Historique
L'édifice est classée au titre des monuments historiques en 1971.